# JR West série KiHa 187
La série KiHa 187 (キハ187系, KiHa 187-kei) est un type d'autorail à deux caisses exploité par la compagnie West Japan Railway Company (JR West) au Japon.

## Description
La série KiHa 187 a été fabriquée par les constructeurs Niigata Engineering (sous-série KiHa 187-0) et Niigata Transys (sous-séries KiHa 187-10 et 187-500) à un total de 13 exemplaires. Les rames comprennent 2 voitures et sont couplables entre-elles. L'aménagement intérieur de compose de sièges inclinables en disposition 2+2.

## Histoire
Les premiers autorails sont entrés en service le 7 juillet 2001.
La série a remporté un Laurel Prize en 2002.

## Affectation
Les autorails de la série KiHa 187 sont affectés aux services Limited Express Super Oki (Tottori - Shin-Yamaguchi), Super Matsukaze (Tottori - Masuda) et Super Inaba (Okayama - Tottori).

## Galerie photos

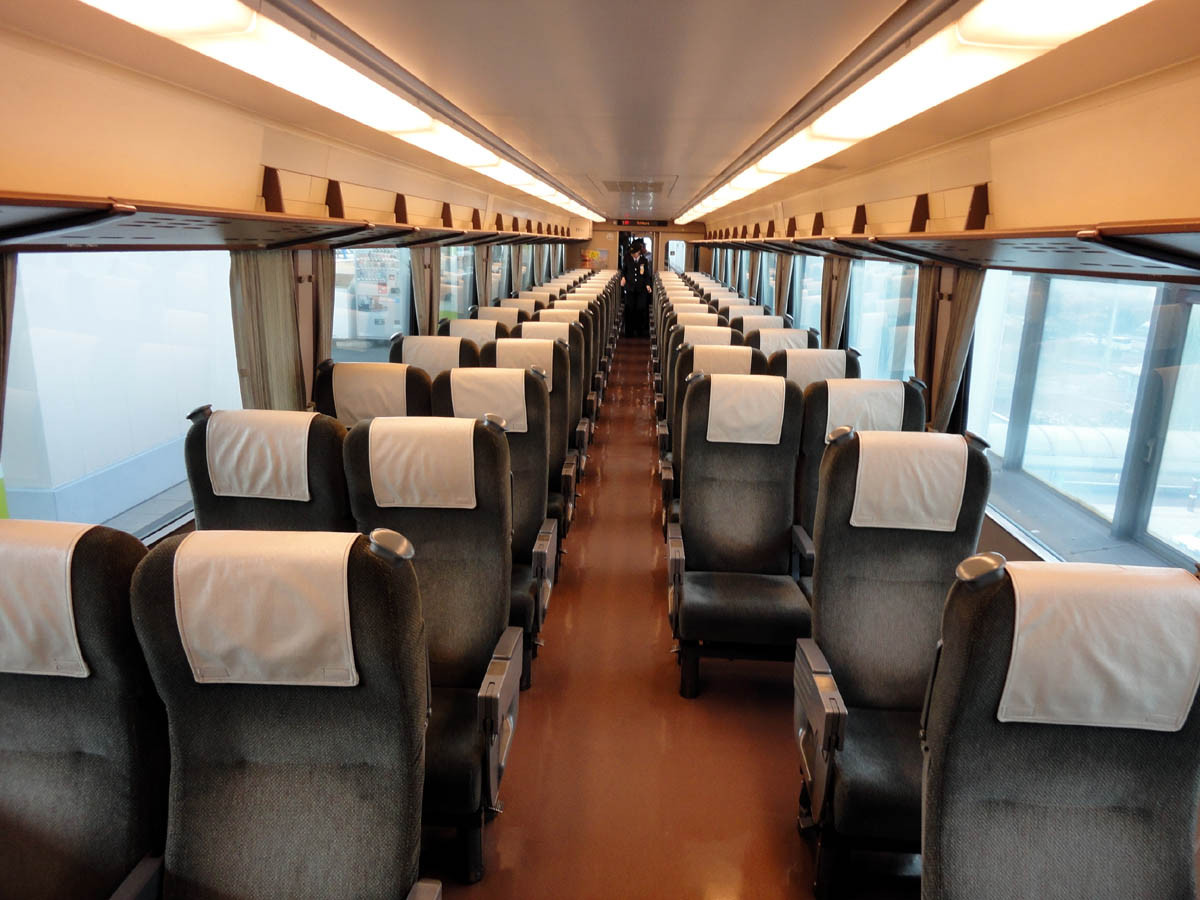
Intérieur d'une voiture.
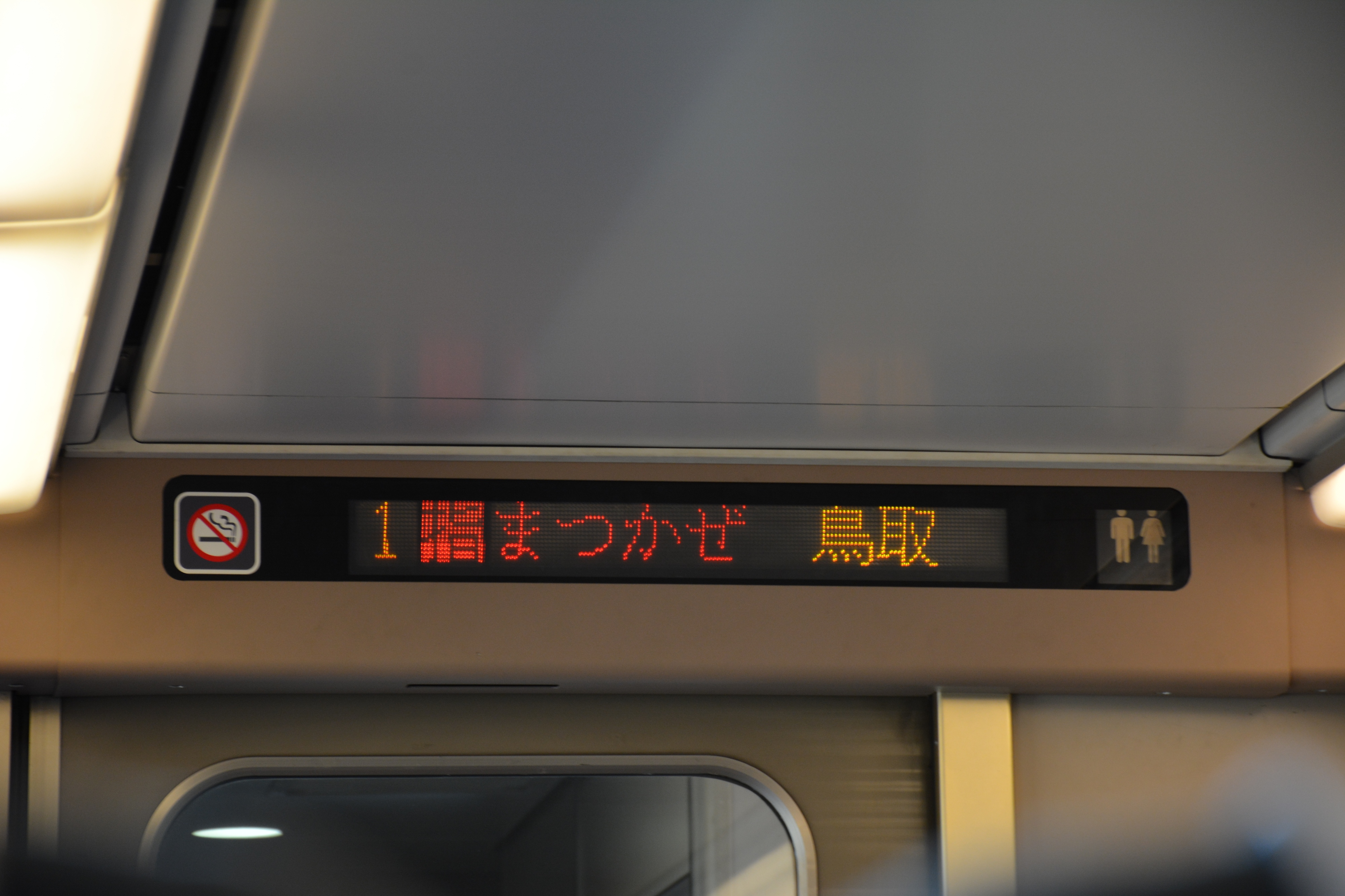
Information voyageurs.